# Oedicladium doii
Oedicladium doii là một loài Rêu trong họ Myuriaceae. Loài này được (Sakurai) Z. Iwats. miêu tả khoa học đầu tiên năm 1979.